# Dyakinodes waterhousei
Dyakinodes waterhousei är en kackerlacksart som beskrevs av Roth, L. M. 1990. Dyakinodes waterhousei ingår i släktet Dyakinodes och familjen småkackerlackor. Inga underarter finns listade i Catalogue of Life.